# Fehér András (színművész)
Fehér András (Hódmezővásárhely, 1994 –) magyar színész. 

## Életpályája
1994-ben született. 2014-2019 között a Színház- és Filmművészeti Egyetem hallgatója volt, Börcsök Enikő és Zsótér Sándor osztályában.
Testvére Fehér Balázs Benő színművész, rendező.

## Filmes és televíziós szerepei
- Ketten Párizs ellen (2015)
- Szokásjog (2019)
- Felkészülés meghatározatlan ideig tartó együttlétre (2020)
- A besúgó (2022)